# Loganville (Georgia)
Loganville is een plaats (city) in de Amerikaanse staat Georgia, en valt bestuurlijk gezien onder Gwinnett County en Walton County.

## Demografie
Bij de volkstelling in 2000 werd het aantal inwoners vastgesteld op 5435.
In 2006 is het aantal inwoners door het United States Census Bureau geschat op 9547, een stijging van 4112 (75,7%).

## Geografie
Volgens het United States Census Bureau beslaat de plaats een oppervlakte van
15,6 km², geheel bestaande uit land. Loganville ligt op ongeveer 301 m boven zeeniveau.

## Plaatsen in de nabije omgeving
De onderstaande figuur toont nabijgelegen plaatsen in een straal van 16 km rond Loganville.